# Laogai

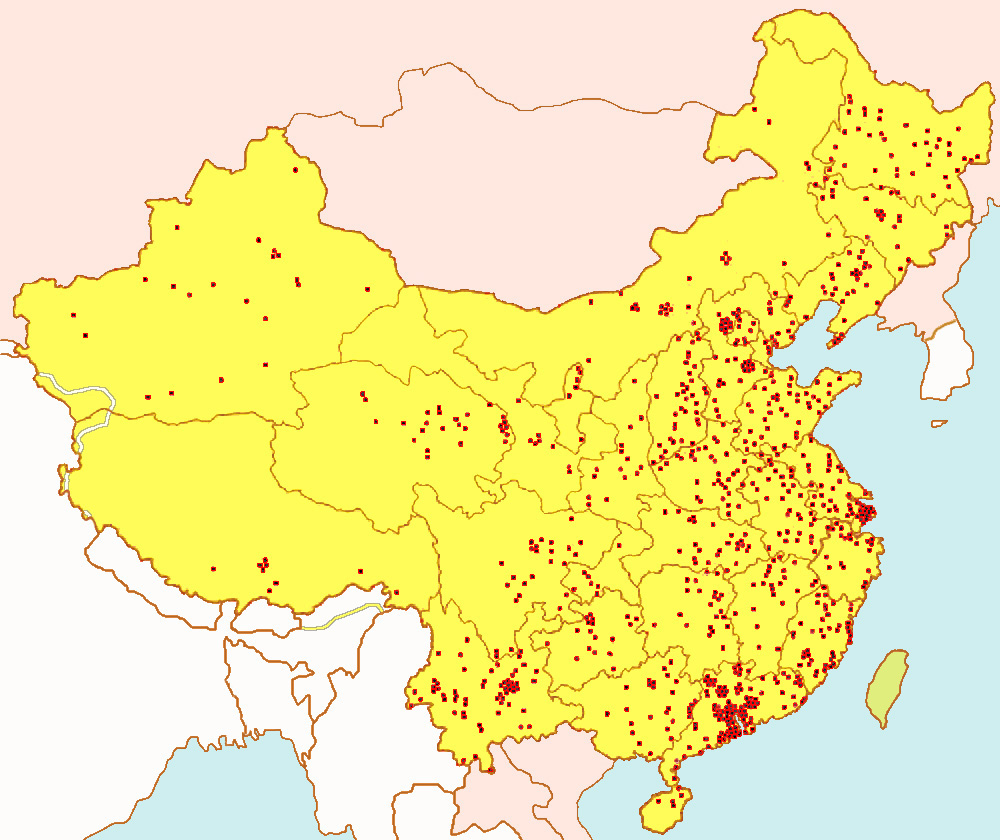
Mapa Laogai w Chinach

Laogai (chiń. 勞改; pinyin láogǎi) – skrót od Laodong Gaizao (劳动改造), hasła określającego chiński wymiar sprawiedliwości, oznaczającego „naprawę przez pracę”. Odnosi się on do pracy więźniów w Chińskiej Republice Ludowej. Często mylony jest z powiązanym, ale znaczącym co innego hasłem – reedukacja przez pracę, który jest formą aresztu tymczasowego bez postawienia zarzutów i bez przeprowadzenia procesu. We wzorowanych na sowieckim Gułagu 1045 obozach więzionych jest ok. 6,8 mln ludzi (stan na 2007). Laogai Research Foundation szacuje, iż obecnie istnieje około 909 działających laogai, zaś od 1949 roku uwięziono w nich 40–50 milionów Chińczyków.
W latach 60. chińskie więzienia przetrzymywały dużą liczbę więźniów krytycznie nastawionych do rządu. Więzienia te zorganizowane były na wzór fabryk. Niemniej jednak większość aresztowanych ze względów politycznych zostało zwolnionych w latach 70., wraz z rozpoczęciem reform Deng Xiaopinga.
Pod adresem Chin wysuwane są zarzuty, że produkowane tam wyroby często trafiają na zagraniczne rynki, a zyski z pracy niewolniczej trafiają na konta rządowe. W Laogai wytwarza się niemal wszystko – od zielonej herbaty przez węgiel, po silniki, co stanowi około 60% asortymentów chińskiego eksportu.
Władze chińskie twierdzą, że wyroby te stanowią nieznaczny wolumen w ogólnym wolumenie eksportu, praca zaś więźniów w fabrykach nie jest naruszeniem praw człowieka, a większość z nich znajduje się tam za te same czyny, które w świecie zachodnim określane są jako przestępstwo. Oficjalne stanowisko chińskich władz mówi:
System Laogai w naszym kraju stanowi ważną część systemu bezpieczeństwa publicznego i jest jednym z narzędzi dyktatury proletariatu; jego celem jest ukaranie i zreformowanie wszystkich kontrrewolucjonistów i innych kryminalistów.
Upadek socjalizmu zredukował zyski lokalnych władz chińskich, zwiększając tym samym presję na próby ich rekompensacji poprzez wykorzystanie pracy więźniów. Więźniowie nie są jednak zbyt efektywną siłą roboczą, produkowane przez nich wyroby są słabej jakości i nie sprzedają się na wolnym rynku, gdzie nie są w stanie konkurować z innymi, wytwarzanymi przez zwyczajnie opłacanych pracowników.
Detale dotyczące życia w Laogai w latach 50. i 60. opisane zostały przez Harry’ego Wu w książkach Laogai oraz Troublemaker (Intrygant). Spędził on tam niemal całe swoje dorosłe życie, od czasów gdy jako młody student zaczął krytykować władzę. Kilkukrotnie bliski był utraty życia, ale ostatecznie udało mu się uciec do USA. Jego krytycy podnoszą argumenty, że mocno wyolbrzymia on obecną rolę pracy przymusowej w chińskich więzieniach oraz ignoruje zmiany jakie zaszły od tego czasu w Chinach. Stronnicy Wu podkreślają natomiast, że w latach 90. złożył on ponowną wizytę w Chinach – prowadził dochodzenie w sprawie obozów pracy i ustalił, że niewiele się tam zmieniło. Został nawet aresztowany, ale uwolniono go pod wpływem presji amerykańskich polityków.
W 2003 roku słowo „laogai” zostało umieszczone w Oxford English Dictionary.